# Club Baloncesto Almansa
O Club Baloncesto Almansa é um clube de basquetebol masculino com sede em Almansa, Castela-Mancha,Espanha que atualmente disputa a LEB Ouro. O clube manda seus jogos na Pavilhão Poliesportivo de Almansa.

## Histórico de Temporadas
| Temporada | Nível | Liga      | Pos. | Resultado |
| --------- | ----- | --------- | ---- | --------- |
| 2017-18   | 4     | EBA       | 1º   | Promovido |
| 2018-19   | 3     | LEB Prata | 3    | Promovido |
| 2019-20   | 2     | LEB Ouro  |      |           |

fonte:feb.es

## Ligações Externas
- Club Baloncesto Almansa no Instagram